# Dolina, Șumen
Dolina (în bulgară Долина) este un sat în comuna Kaolinovo, regiunea Șumen,  Bulgaria. 

## Demografie
Componența etnică a satului Dolina
     Romi (32,43%)
     Turci (64,25%)
     Bulgari (2,27%)
     Nicio identificare (1,03%)
La recensământul din 2011, populația satului Dolina era de 484 locuitori. Din punct de vedere etnic, majoritatea locuitorilor (64,25%) erau turci, existând și minorități de romi (32,43%) și bulgari (2,27%). Pentru 1,03% din locuitori nu este cunoscută apartenența etnică.